# لیلانت
لیلانت (به انگلیسی: Lelant) یک روستا در بریتانیا است که در سنت ایوس، کورنوال واقع شده‌است.